# باشگاه فوتبال دیلیجان
باشگاه فوتبال دیلیجان (ارمنی: Դիլիջան Ֆորտբոլային Ակումբ؛ انگلیسی: Դիլիջան Ֆորտբոլային Ակումբ) یک باشگاه فوتبال در شهر دیلیجان و در استان تاووش کشور ارمنستان می‌باشد که در لیگ دسته اول فوتبال ارمنستان بازی می‌کرد. زمین خانگی این باشگاه زمین فوتبال یودابلیوسی دیلیجان بود.

## تاریخچه
این باشگاه در نوامبر ۲۰۱۸ میلادی توسط ویل تامسون، سرمایه‌گذار انگلیسی در ابتدا به عنوان «تیم جوانان» تأسیس شد. این باشگاه در سال ۲۰۲۰ میلادی  منحل شد و در حال حاضر در سطح فوتبال حرفه‌ای فعالیتی ندارد.

## آمار لیگ
| ارمنستان (۱۹۹۲) |              |     |      |     |       |      |        |          |     |        |      |
| فصل             | دسته         | سطح | بازی | برد | تساوی | باخت | گل زده | گل خورده | +/- | امتیاز | مکان |
| 2019–20         | لیگ دسته اول |     | ۲۶   | ۵   | ۴     | ۱۷   | ۳۶     | ۹۷       | ۶۱- | ۱۹     | ۱۶   |

## تاریخچه مدیریت
- گاگیک گریگوریان (۲۰۱۹–۲۰۲۰)